# Бастай (переписна місцевість, Нью-Йорк)
Бастай (англ. Busti) — переписна місцевість (CDP) в США, в окрузі Чотоква штату Нью-Йорк. Населення — 349 осіб (2020).

## Географія
Бастай розташований за координатами 42°2′32″ пн. ш. 79°16′44″ зх. д. / 42.04222° пн. ш. 79.27889° зх. д. (42.042324, -79.278902).  За даними Бюро перепису населення США в 2010 році переписна місцевість мала площу 5,86 км², уся площа — суходіл.

## Демографія
Згідно з переписом 2010 року, у переписній місцевості мешкала 391 особа в 143 домогосподарствах у складі 106 родин. Густота населення становила 67 осіб/км².  Було 155 помешкань (26/км²).
Расовий склад населення:
| - 95,4 % — білих - 1,3 % — корінних американців - 1,0 % — чорних або афроамериканців - 0,8 % — азіатів |

До двох чи більше рас належало 1,3 %. Частка іспаномовних становила 0,8 % від усіх жителів.
За віковим діапазоном населення розподілялося таким чином: 25,6 % — особи молодші 18 років, 62,6 % — особи у віці 18—64 років, 11,8 % — особи у віці 65 років та старші. Медіана віку мешканця становила 38,8 року. На 100 осіб жіночої статі у переписній місцевості припадало 100,5 чоловіків;  на 100 жінок у віці від 18 років та старших — 102,1 чоловіків також старших 18 років.
Середній дохід на одне домашнє господарство  становив 59 766 доларів США (медіана — 59 861), а середній дохід на одну сім'ю — 62 503 долари (медіана — 63 438). За межею бідності перебувало 8,3 % осіб, у тому числі 16,7 % дітей у віці до 18 років та 0,0 % осіб у віці 65 років та старших.
Цивільне працевлаштоване населення становило 169 осіб. Основні галузі зайнятості: виробництво — 32,5 %, роздрібна торгівля — 23,1 %, будівництво — 10,7 %, освіта, охорона здоров'я та соціальна допомога — 8,3 %.